# Sailly-sur-la-Lys
Sailly-sur-la-Lys è un comune francese di 4 167 abitanti situato nel dipartimento del Passo di Calais nella regione dell'Alta Francia.

## Società

### Evoluzione demografica
Abitanti censiti